# 五常街道
五常街道，浙江省杭州市余杭区下辖的一个街道。全镇总面积22.71平方公里，总人口5.1740万人。

## 辖区
五常街道辖有下辖以下地区：
顾家桥社区、沿山河社区、横板桥社区、荆丰社区、荆山社区、友谊社区、五常社区、文一社区和永福社区。

## 地名由来
五常为西溪洪氏聚族而居之地，有着八百余年来兴盛不衰的历史，自宋至明清名人辈出，现在“五常”的地名就是由于明代洪氏出过“五尚书”，通假转化而来。